# Cierva de Cerinea

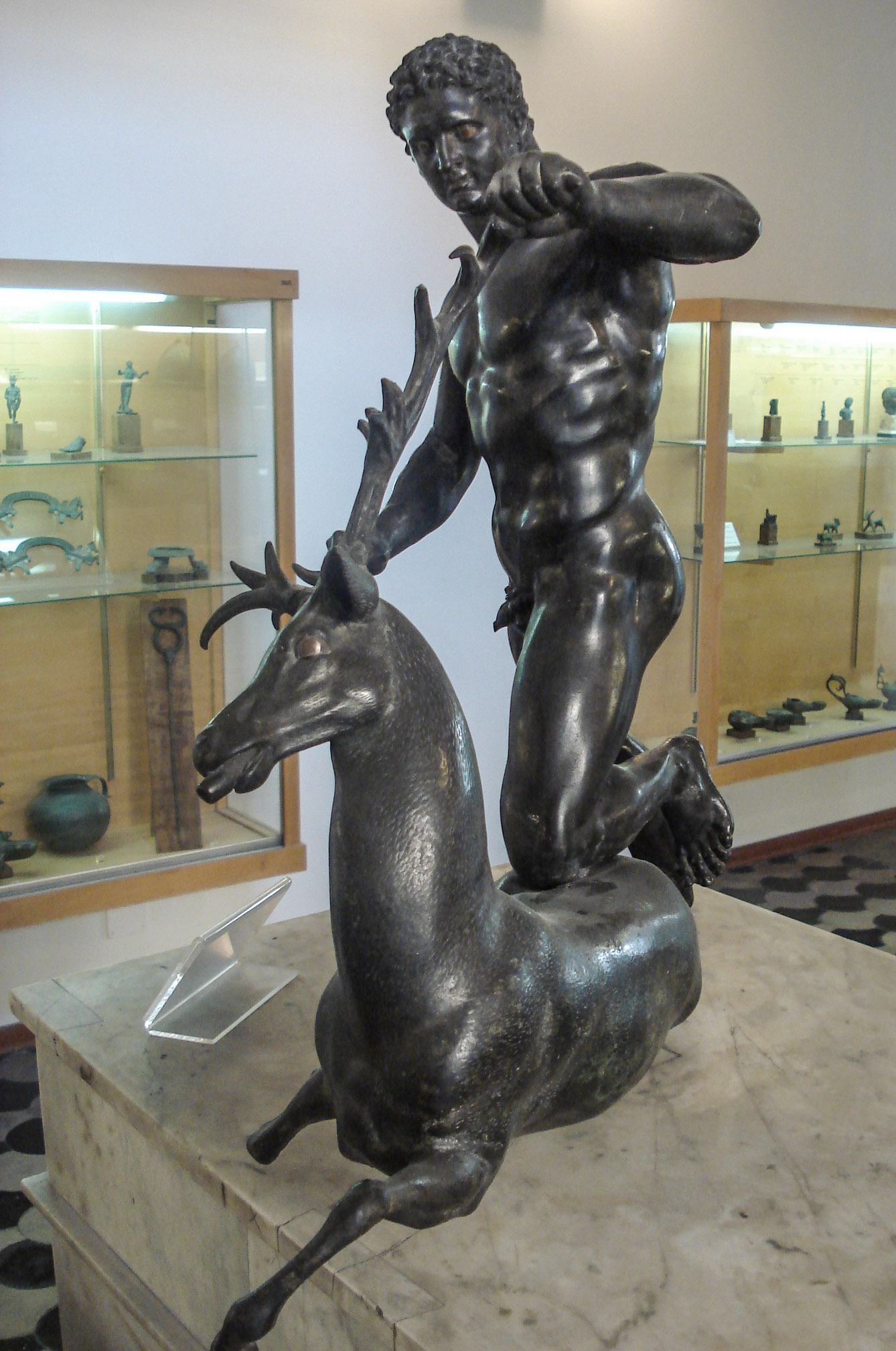
Heracles y la cierva de Cerinea. Fuente en bronce del siglo I a. C.

La Cierva de Cerinea o cierva cerinitia (en griego antiguo: Κερυνῖτις ἔλαφος/Kerynîtis élaphos) era una criatura fantástica de la mitología griega. Fue el tercero de Los doce trabajos de Hércules. Su nombre deriva del río Cerinites, que discurre por Acaya.
Heracles debía capturar a la cierva para llevarla viva a Micenas y entregarla a Euristeo. La Cierva de Cerinea tenía pezuñas de bronce y cornamenta de oro, estaba consagrada por la pléyade Táigete a la diosa Artemisa, ya que era una de las cinco ciervas que la diosa había intentado capturar para engancharlas a su carro y había sido la única que había logrado escapar. 
La cierva era muy veloz (tanto que las flechas de Heracles no la alcanzaban), y no le resultaría fácil a Heracles atraparla: la persiguió día y noche sin descanso hasta el país de los Hiperbóreos. Allí la capturó mientras abrevaba, y después la llevó a Euristeo. Heracles tardó un año en capturarla. Otra versión, sin embargo, decía que la captura se produjo junto al río Ladón.
Heracles era consciente de que si derramaba una sola gota de sangre de la cierva tendría que dar explicaciones, y sufrir el consiguiente castigo. Aprovechando que la cierva estaba bebiendo, Heracles le atravesó las dos patas por la piel utilizando una flecha que hizo pasar entre el tendón y el hueso, sin llegar a derramar su sangre. Una vez inmovilizada, la apresó y la llevó a Micenas.